# 2002 ve fotografii

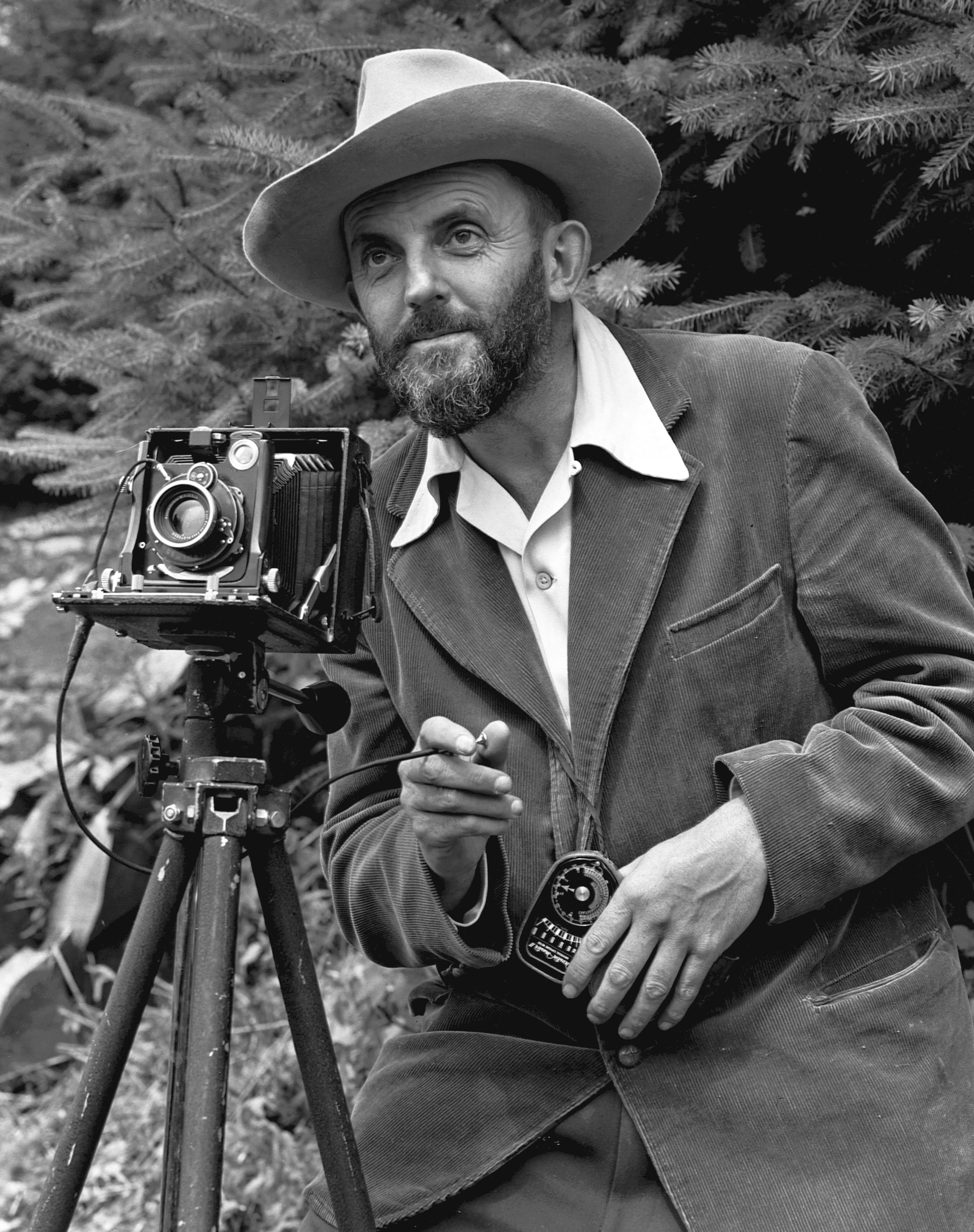
Ansel Adams se narodil v roce 1902

Tento článek obsahuje významné fotografické události v roce 2002.

## Události
- Měsíc fotografie Bratislava 2002

- Mezinárodní festival fotografie v Lodži, květen
- documenta, Kassel
- kongres Fédération photographique de France, červen
- Rencontres d'Arles červenec–září
- Festival international de la photo animalière et de nature, Montier-en-Der, každý třetí čtvrtek v listopadu
- Salon de la photo, Paříž, listopad
- Mois de la Photo, Paříž, listopad
- Paris Photo, listopad

- Month of Photography Asia, Singapur
- Kongres FIAP – ?

## Ocenění
- Czech Press Photo – René Jakl, volný fotograf, Poslední minuty slona Kádira v zatopené pražské zoo, 13. srpna 2002

- World Press Photo – Eric Grigorian

- Prix Niépce – Luc Delahaye
- Prix Nadar – Larry Burrows (fotografie), úvod David Halberstam, Vietnam, éditor Flammarion
- Prix Arcimboldo – Jean-Baptiste Barret
- Cena Henriho Cartier-Bressona – cena nebyla udělena
- Prix HSBC pour la photographie – Laurence Demaison a Rip Hopkins
- Prix Bayeux-Calvados des correspondants de guerre – Luc Delahaye (Magnum)
- Grand Prix Paris Match du photojournalisme – Pascal Rostain za Les coulisses du G8 au Canada
- Prix Canon de la femme photojournaliste – Sophia Evans
- Prix Picto – Sofia Sanchez & Mauro Mongiello (vítězové), Camille Vivierová (zvláštní cena)
- Prix Voies Off – Nina Schmitzová –
- Prix Roger-Pic – Guy Tillim za jeho sérii s názvem Kuito, Angola

- Cena Oskara Barnacka – Narelle Autio, (Austrálie)
- Cena Ericha Salomona – Reporters sans frontières
- Cena za kulturu Německé fotografické společnosti – A. D. Coleman
- Cena Hansely Miethové – Paolo Pellegrin (fotografie), Petra Reski (text)

- Davies Medal – Ghassan Alusi

- Cena Ansela Adamse – Jack Jeffrey
- Cena W. Eugena Smithe – Kai Wiedenhöfer
- Zlatá medaile Roberta Capy – Carolyn Cole, The Los Angeles Times, „Church of the Nativity: In the Center of the Siege
- Cena Inge Morath – Ami Vitale (stránky) (USA), Kašmír
- Infinity Awards
- Pulitzerova cena
  -  Pulitzer Prize for Breaking News Photography – Fotografové The New York Times, „za jejich reportáž z teroristických útoků z 11. září na World Trade Center.“ (citace, fotografie)
  -  Pulitzer Prize for Feature Photography – Fotografové The New York Times „za fotografie zachycující bolest a vytrvalost lidí během trvalého a vleklého konfliktu v Afghánistánu a Pákistánu.“ (obrázky)

- Cena Higašikawa – Edwin Zwakman, Jasumasa Morimura, Kódži Onaka, Kensuke Kazama
- Cena za fotografii Ihei Kimury – Juki Onodera (オノデラ ユキ), Masafumi Sanai (佐内 正史)
- Cena Kena Domona – Tošija Momose (百瀬 俊哉)
- Cena Nobua Iny – Seiiči Furuja
- Cena Džuna Mikiho – Secujó Go (呉 雪陽) za Fireworks Above the Ice

- Prix Paul-Émile-Borduas –
- Fotografická cena vévody a vévodkyně z Yorku – Chantal Gervais

- Národní fotografická cena Španělska – Joan Colom

- Hasselblad Award – Jeff Wall
- Švédská cena za fotografickou publikaci – Bertil Quirin
- Cena Lennarta Nilssona – Oliver Meckes a Nicole Ottawa

- Cena Roswithy Haftmann – Maria Lassnig

## Úmrtí v roce 2002

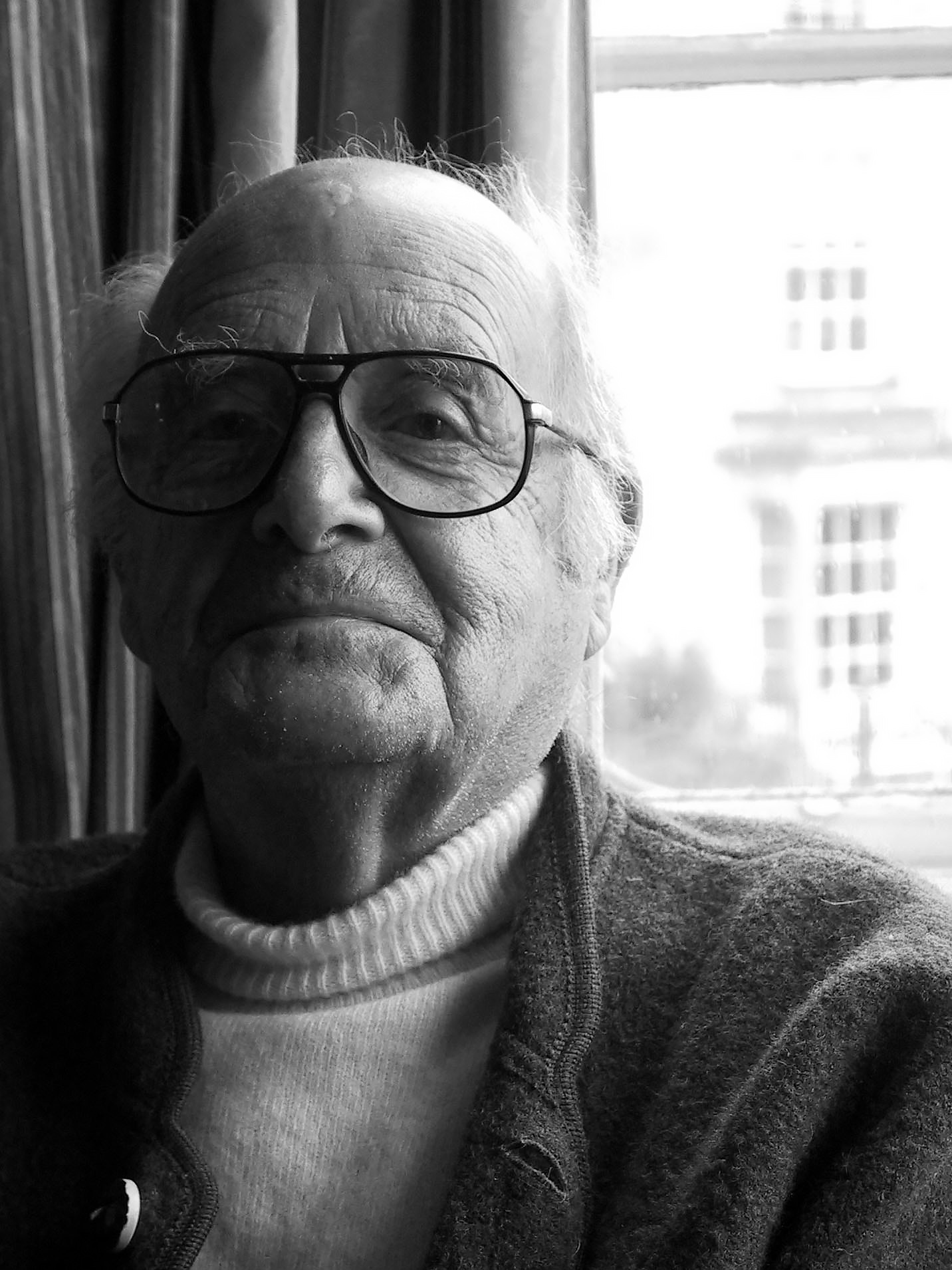
Eric de Maré zemřel 22. ledna ve svých 91 letech

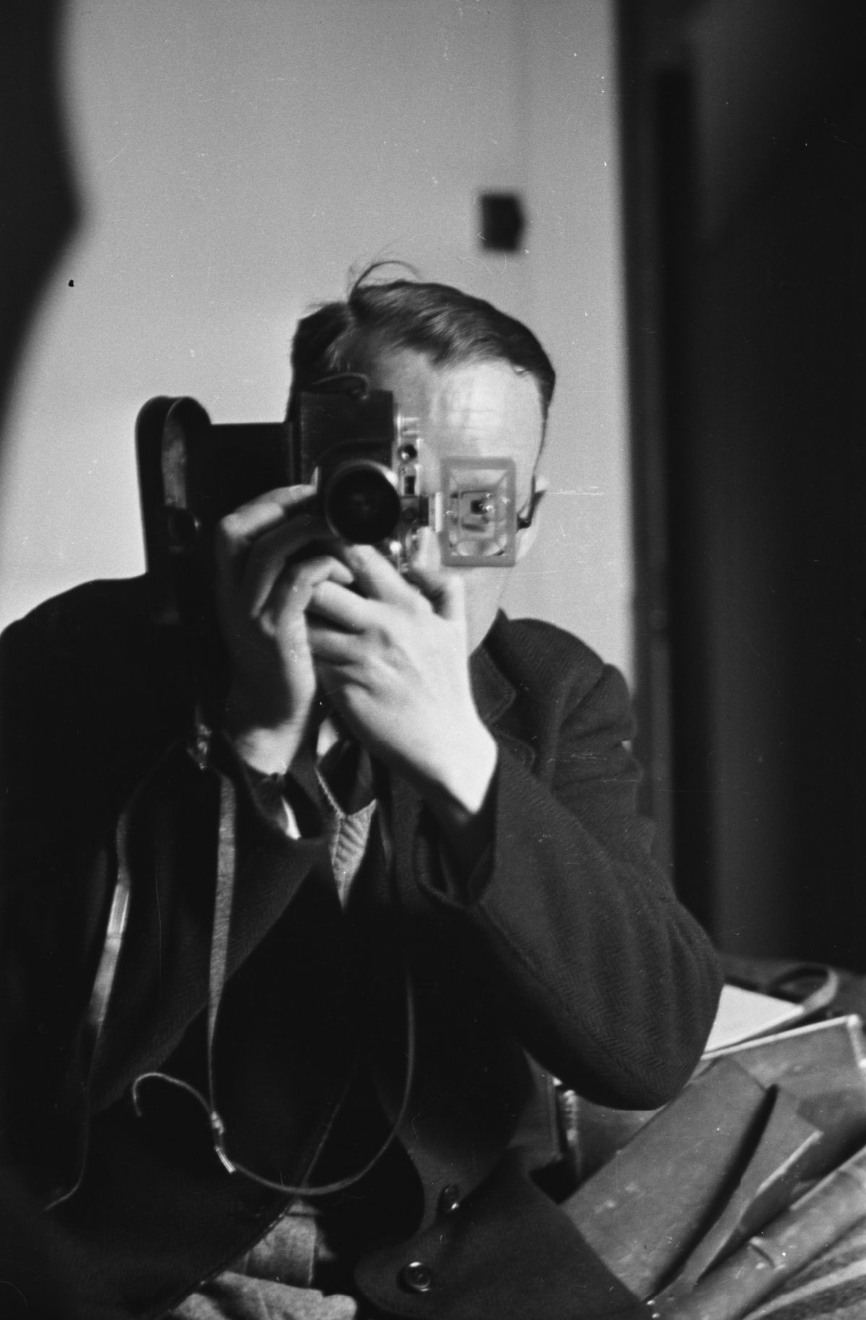
Geoff Charles se dožil 93 let

- 11. ledna – Christer Strömholm, 83, švédský fotograf, držitel ceny Hasselblad Award
- 16. ledna – Jean-François Jonvelle, francouzský fotograf
- 22. ledna – Eric de Maré, 91, britský fotograf architektury a spisovatel
- 30. ledna – Inge Morath, 78, americká fotografka narozená v Rakousku, rakovina.[1]
- 7. března – Geoff Charles, 93, velšský fotožurnalista (* (28. ledna 1909)[2]
- 11. března – Herbert Spencer, 77, britský designér, spisovatel a fotograf
- 12. března – Rose Mandelová, 91, americká fotografka narozená v Polsku, v roce 1967 získala Guggenheimovo stipendium (* 2. srpna 1910)
- 1. dubna – James Karales, 71, americký fotograf a foto esejista
- 6. dubna – Stanisław Sommer, desátník polské armády, fotograf a spisovatel (* 12. listopadu 1923)
- 11. dubna – Stanley Weston, 82, americký vydavatel, sportovní redaktor, umělec a fotograf, rakovina
- 17. dubna – Stevan Kragujević, 80, srbský fotožurnalista a umělecký fotograf
- 21. dubna – Charles-Eugène Bernard, kanadský fotograf (* 19. května 1922)
- 3. května – Mariana Yampolsky, mexicko-americká fotografka, cestovatelská fotografie a dokumentární tvorba o mexických venkovských oblastech (* 6. září 1925)
- 25. května – Pål Nils Nilsson švédský fotograf a filmař (* 7. července 1929)
- 2. června – Hugo van Lawick, 65, nizozemský filmař a fotograf divoké přírody
- 1. července – Sid Avery, 83, americký fotograf (Elizabeth Taylor, Rock Hudson, James Dean, Marlon Brando, Humphrey Bogart nebo Audrey Hepburn).[3]
- 12. července – Imad Abu Zahra, 35, palestinský volný fotožurnalista, zastřelen během druhé intifády[4]
- 13. července – Yousuf Karsh, 93, kanadský fotograf celebrit
- 14. července – Walter Sheffer, 83, americký fotograf a učitel
- 11. srpna – Galen Rowell, 61, americký fotograf divoké přírody, fotožurnalista a horolezec, letecké neštěstí (* 23. srpna 1940)
- 1. září – Šigeo Hajaši, japonský fotograf (* 1918)
- 18. září – Boris Carmi, izraelský fotograf ruského původu, průkopník izraelské fotožurnalistiky a dokumentu (* 1. ledna 1914)
- 19. října – Manuel Alvarez Bravo, 100, mexický fotograf.[5]
- 29. října – Marion Carpenterová, 82, americká zpravodajská fotografka, jedna z prvních fotografek Bílého domu, fotografovala prezidenta Harryho Trumana.[6]
- 10. prosince – Paul Vathis, americký fotoreportér, který celkem 56 let fotografoval pro Associated Press (* 18. října 1925)
- 11. prosince – Marvin Breckinridge Patterson, 97, americký fotožurnalista, filmař a filantrop
- 26. prosince – Herb Ritts, 50, americký módní a portrétní fotograf (* 13. srpna 1952)
- ? – Ellis Wiley, kanadský účetní a amatérský fotograf (* 1918)
- ? – Harry A. Trask, americký fotožurnalista a držitel Pulitzerovy ceny za fotografii (* 1928)
- ? – Van Leo, arménsko-egyptský fotograf známý svými četnými autoportréty a portréty celebrit své doby (* 20. listopadu 1921 – 18. března 2002)

## Výročí
Sté výročí narození
- 20. února – Ansel Adams, americký fotograf († 22. dubna 1984)
- 25. května – Jaroslav Rössler, český fotograf († 5. ledna 1990)
- ? – Manuel Álvarez Bravo, fotograf
- ? – Denise Bellon, fotograf
- ? – Denise Colomb, fotograf

Sté výročí úmrtí
- ? – Andrew Joseph Russell, americký fotograf (* 1830)